# Aleksander Briant
Aleksander Briant (ur. 17 sierpnia 1556 w hrabstwie Somerset w Anglii, zm. 1 grudnia 1581 w Tyburn) – angielski jezuita i męczennik, ofiara prześladowań antykatolickich, święty Kościoła katolickiego.

## Życiorys
Po studiach, które odbył na Uniwersytecie Oxfordzkim, przeszedł na katolicyzm. Już jako konwertyta udał się w sierpniu 1577 na studia do Douai. Święcenia kapłańskie przyjął 29 marca 1578 roku. Po powrocie do kraju w sierpniu 1579, prowadził swój apostolat w hrabstwie Somerset jako kapłan diecezjalny. 28 kwietnia 1581 został aresztowany w Londynie i uwięziony w Tower. 16 listopada tegoż roku został skazany na karę śmierci przez powieszenie i poćwiartowanie.
Przebywając w więzieniu i w czasie procesu nie rozstawał się z małym, drewnianym krzyżem, który obecnie znajduje się w Kolegium Angielskim w Rzymie.
Będąc już w więzieniu uzyskał aprobatę na wystosowaną prośbę o przyjęcie do Towarzystwa Jezusowego i stracony został w grupie współbraci zakonnych. Zginął w egzekucji wykonanej 1 grudnia razem z Edmundem Campionem i Rudolfem Sherwinem, poćwiartowany za życia.
Beatyfikacji dokonał papież Leon XIII 29 grudnia 1886 roku. Kanonizowany został w grupie czterdziestu męczenników Anglii i Walii przez Pawła VI 25 października 1970 roku.
Wspomnienie liturgiczne św. Aleksandra obchodzone jest w Kościele katolickim w dzienną rocznicę śmierci oraz 25 października w grupie 40 męczenników.